# Galjonsfigur

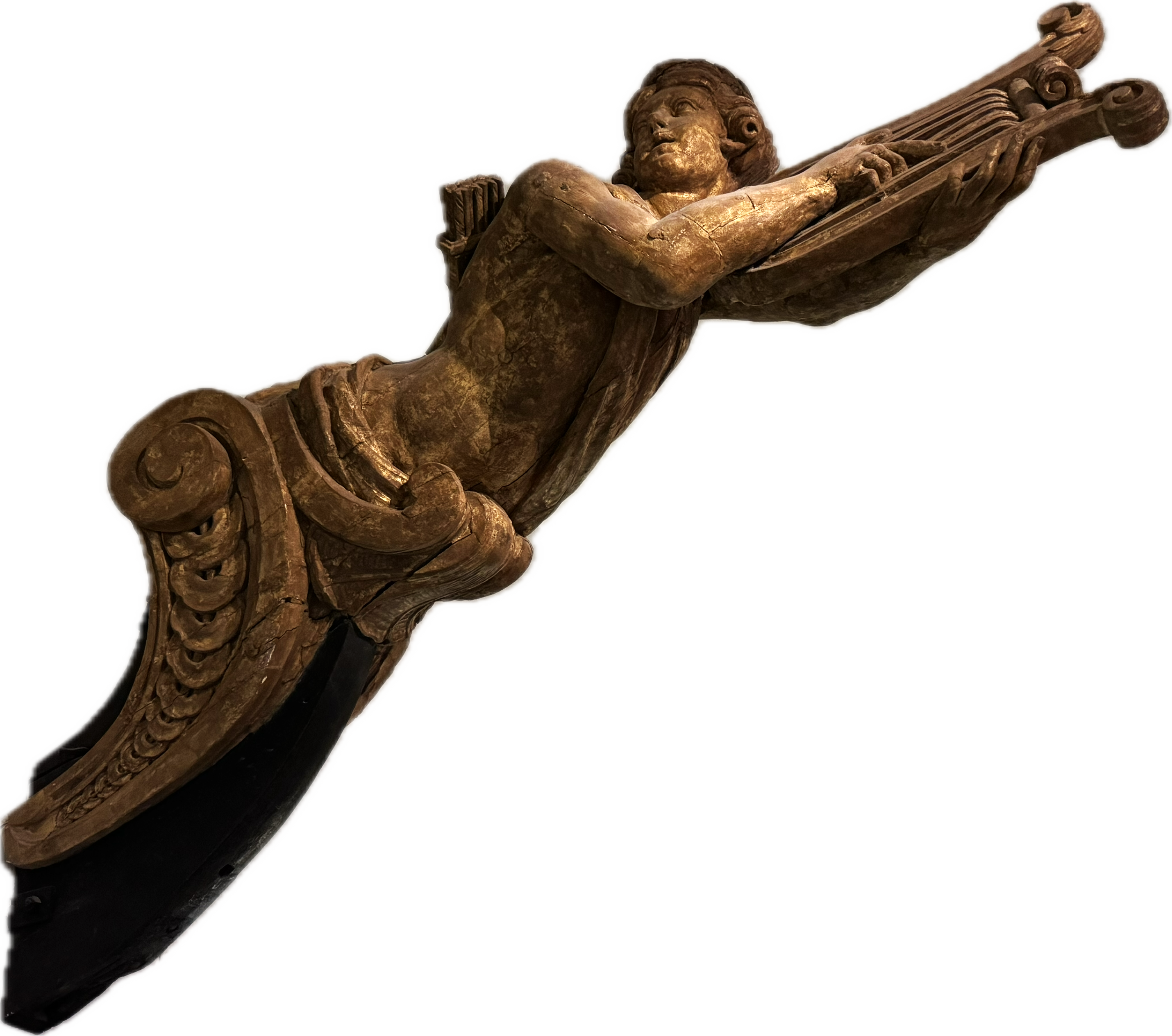
Galjonsfigur på Sjöhistoriska museet i Stockholm, skuren av Pehr Ljung (1743-1819). Figuren prydde Gustav III:s lustjakt och stabsfartyg, Amphion, konstruerat av Fredrik Henrik af Chapman, byggt och sjösatt i Karlskrona 1778.

En galjonsfigur, även galjonsbild,  är en allegorisk bild snidad i trä. Bilden, som är monterad i fartygets för, föreställer vanligen en figur relaterad till fartygets namn eller en kvinnogestalt. Dessa figurer, som på stora fartyg var av betydande dimensioner, förekom allmänt på äldre örlogsfartyg, men även ofta på segelfartyg.
I Sverige ersattes galjonsfiguren senare av ornament i stäven på svenska örlogsfartyg, vanligen en sköld med tre kronor. 

## Överförda betydelser
Galjonsfigur används även i överförd betydelse, om någon som fungerar som representant utan att ha verklig makt. Detta kan gälla presidenter eller monarker i konstitutionella monarkier, alternativt någotn som får företräda ett företag eller en organisation.
Benämningen "kuttersmycke" används i regel för en vacker kvinna som poserar i fören på en fritidsbåt.
Det kan även vara en målvakt i skalbolagsmål som får stå som galjonsfigur.

## Galleri

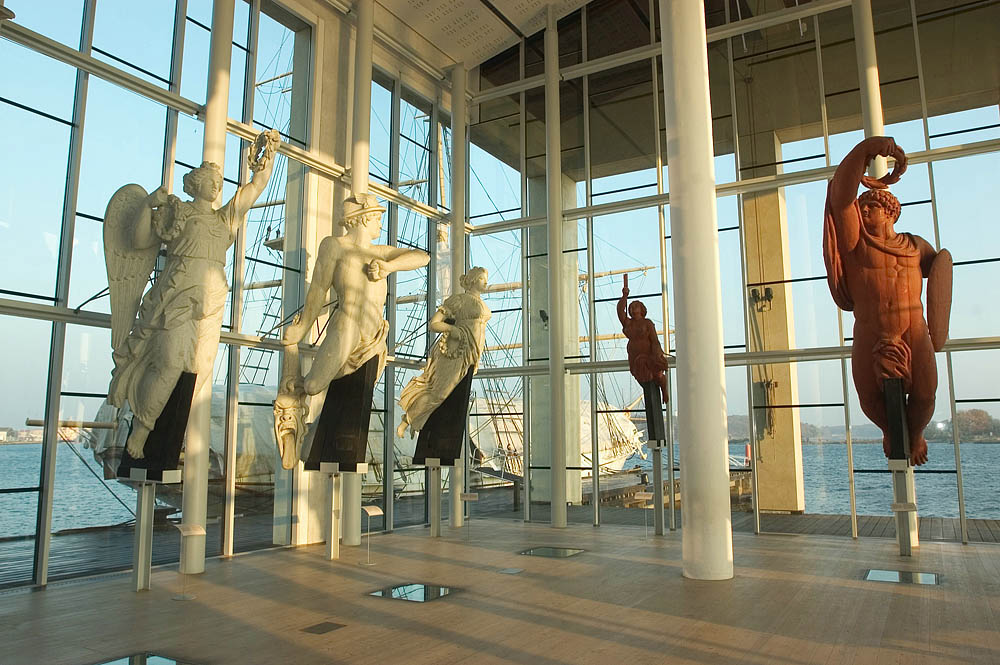
Galjonshallen Marinmuseum Karlskrona
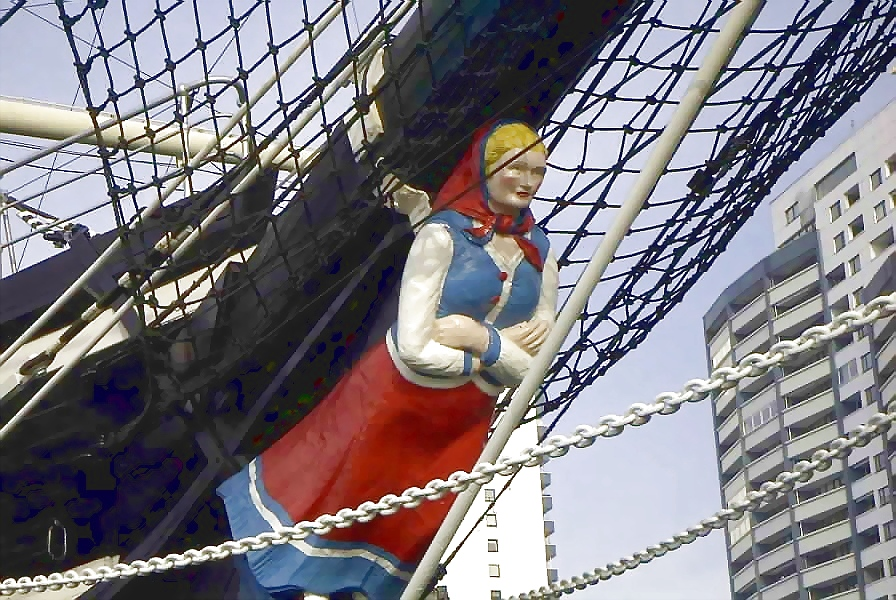
Galjonsfigur Seute Deern, Bremerhaven
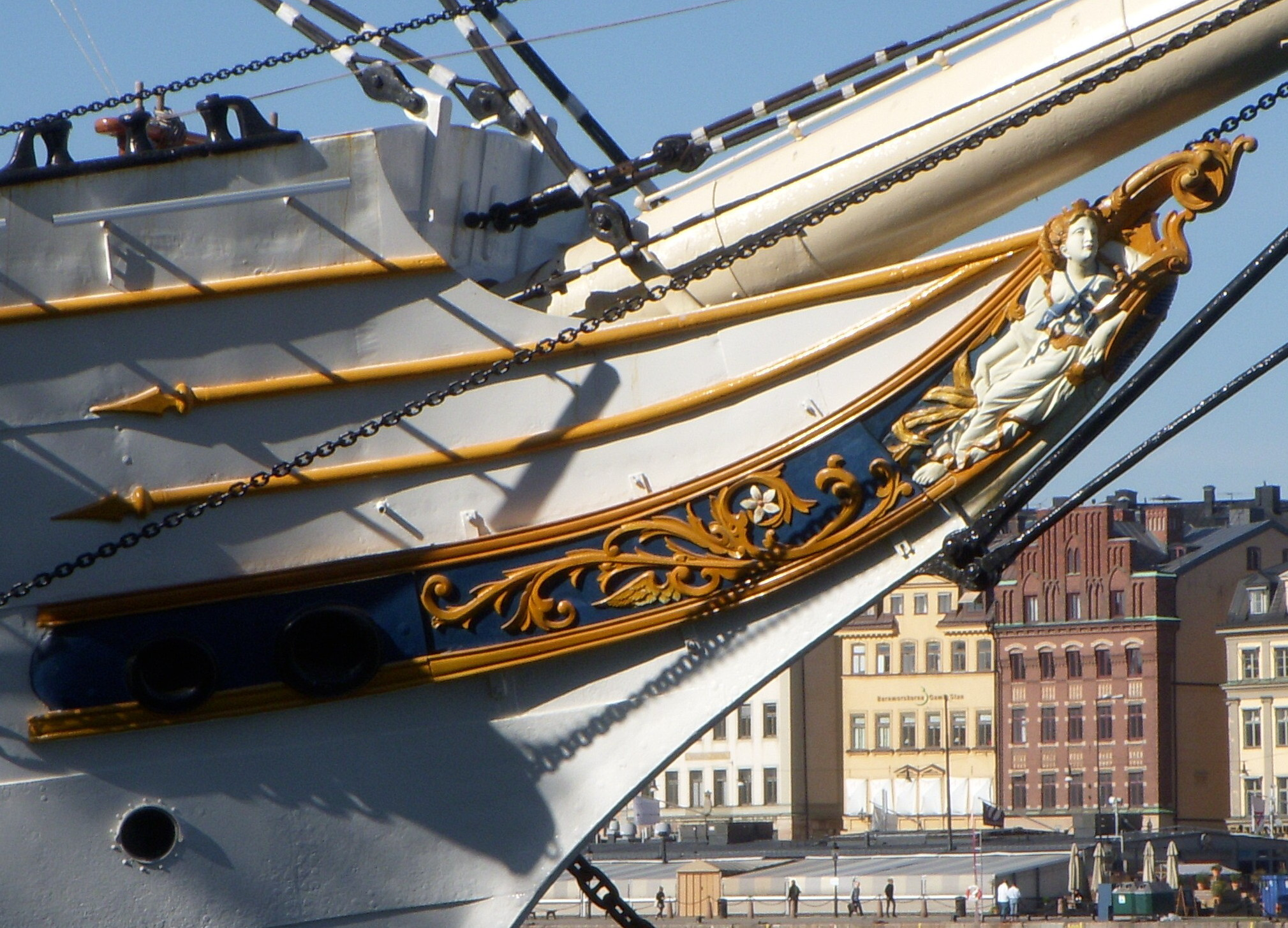
Galjonsfigur af Chapman, Stockholm
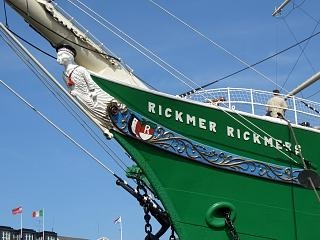
Galjonsfigur Rickmer Rickmers, Hamburg

## Källhänvisningar
Den här artikeln är helt eller delvis baserad på material från Nordisk familjebok, Galionsbild, 1904–1926.
1. ↑   galjonsfigur i Nationalencyklopedins nätupplaga. Läst 13 februari 2015.
2. ↑   kuttersmycke i Nationalencyklopedins nätupplaga. Läst 13 februari 2015.